# 陈旅

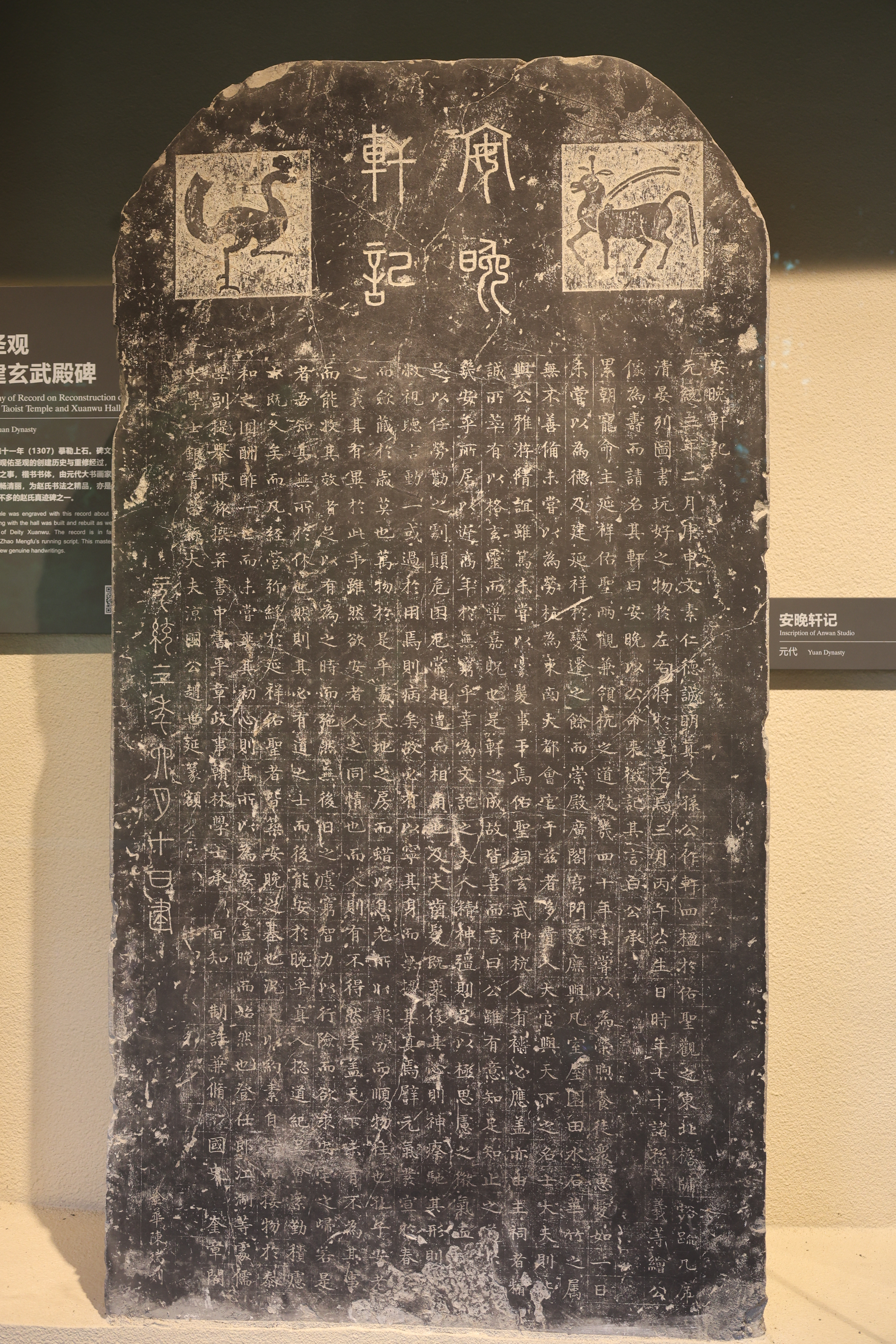
元統三年（1335）陳旅書《安晚軒記》，是元代書法、碑刻的嘉品。今在杭州孔廟碑林。

陳旅（1288年—1343年），字眾仲，號荔溪。莆田崇福里（今忠门镇）人。 

## 生平
陳子修之子。陳旅出生於至元二十五年（1288年），幼年父母早逝，由外祖父養成。从小笃志好学，“于书无所不读”，師從傅定保，为闽海儒学官，後至北京，虞集和马祖很欣赏他，常一起研究學問。陳旅博學強記，以文章名世，“其文典雅峻洁，必求合于古作者。”。由於中书平章政事趙世延的推薦，擔任國子助教，参修《經世大典》。至元四年（1338年）回京任应奉翰林文字，至正元年（1314年）官至國子监丞，卒於官。与盧琦、林以顺、林泉生等人並稱“元末閩中文學四大名士”。著有《安雅堂集》十四卷。

## 延伸阅读
[在维基数据编辑]
 《元史·卷190》，出自宋濂《元史》
 《新元史/卷237》，出自柯劭忞《新元史》